# Roxane Marie Galliez
Œuvres principales
Le pêcheur d'étoiles (Roman, 2014)

J'ai laissé mon âme au vent (Album illustré, 2014)

Martin Lloyds et les divins (Roman, 2018)

Attends Miyuki (Album illustré, 2016)
Roxane Marie Galliez est une écrivaine, poétesse et illustratrice française.
Ses livres sont traduits dans vingt langues différentes (français, chinois, américain, arabe, indonésien, espagnol, italien, portugais, slovène, bulgare, russe, galicien, coréen, arabe, grec…).
Sa poésie est régulièrement saluée par la critique.

## Biographie
Née à Gravelines (59), le 8 décembre 1973.
Elle a obtenu sa thèse de doctorat en 2005 : L'enfant en Grèce ancienne : entre désir et rejet.
Ses travaux universitaires ont aussi porté sur la mythologie (Infanticide et abandon : aspects de quelques mythes grecs et polynésiens) et sur la médecine antique (Fidèles et pratiques de dévotion à Asklepios : sanctuaires d'Athènes et d'Epidaure).
Elle a vécu dans le Pacifique Sud entre 1999 et 2011 où elle était journaliste pour la chaîne télévisée Polynésie Première (RFO).
Formée à l'art-thérapie, à la sophrologie et au scriptdoctoring, elle est aussi voix-off pour des lectures de livres ou des publicités.

## Prix
- Mention d'excellence dans la Section Espoir Poétique, Concours National des jeunes poètes de France, 1987[9].
- Mention spéciale Littérature Jeunesse pour Les orangers de Tahiti au 11e prix du livre insulaire en 2009[10].
- Sélection Prix Chronos 2015 pour J'ai laissé mon âme au vent[11].
- Prix Adulte des Centres de Loisirs de Vendée en 2014 pour J'ai laissé mon âme au vent[12].
- Sélection Prix du livre Versailles jeunesse 2016 pour Attends Miyuki [13]
- Sélection Prix Saint-Exupéry 2016 pour Attends Miyuki[14]
- Sélection Prix Nénuphar 2016-2017 pour Attends Miyuki[15]
- Prix Spécial du Prix de littérature de la Fondation Cassa di Risparmio di Cento (Italie) pour Ho lasciato la mia anima al vente (J'ai laissé mon âme au vent)[16]
- Prix Chronos 2017 pour Attends Miyuki[17]
- Sélection "Les 5 meilleurs livres jeunesse de l'année 2016" par le supplément littéraire Babelia du journal Espagnol "El Pais" pour Espera Miyuki (Attends Miyuki)[18]
- Sélection meilleurs titres jeunesse du New York Times[19]
- Sélection Prix Albertine Jeunesse. Prix littéraire bilingue proposé en Amérique du Nord par les Ambassades de France au Canada et aux Etats-Unis, en partenariat avec le librairie Albertine.

## Adaptation théâtrale
- Ecoute la Terre (adaptation de La Terre s'est enrhumée) par la compagnie Patte de Lièvre[20].
- Dans les yeux de Léna[21]
- Miyuki, par la compagnie Mon petit théâtre[22].
- Au lit Miyuki, par la compagnie Léon et la girafe.